# Tsai Chin
Tsai Chin (nom complet en chinois traditionnel : 周採芹 ; chinois simplifié : 周采芹 ; pinyin : Zhōu Cǎiqín) est une actrice chinoise, née le 30 novembre 1933 à Tianjin.

## Biographie
Elle a étudié à la Royal Academy of Dramatic Art de Londres.

## Filmographie

### Cinéma
- 1957 : Commando sur le Yang-Tsé : Midnight
- 1957 : Le Pont de la rivière Kwaï : Tokyo Rose
- 1958 : Jeunesse délinquante : Primrose
- 1958 : L'Auberge du sixième bonheur : Sui-Lan
- 1959 : Larry agent secret : la première femme au combat
- 1963 : The Cool Mikado : Pitti-Sing
- 1965 : Le Masque de Fu-Manchu : Lin Tang
- 1966 : Invasion : Lim
- 1966 : Les Treize Fiancées de Fu Manchu : Lin Tang
- 1966 : Blow-Up : la réceptionniste de Thomas
- 1967 : La Vengeance de Fu Manchu : Lin Tang
- 1967 : On ne vit que deux fois : Ling
- 1968 : Le Sang de Fu Manchu : Lin Tang
- 1969 : Le Château de Fu Manchu : Lin Tang
- 1969 : The Virgin Soldiers : Juicy Lucy
- 1972 : Rentadick : Mme Greenfly
- 1993 : Le Club de la chance : Lindo
- 1997 : The Magic Pearl : voix additionnelles
- 1997 : Red Corner : Présidente Xu
- 1999 : My American Vacation : Grand-mère Lee
- 2000 : The Gold Cup : Ma
- 2000 : Titan A.E. : une vieille femme
- 2002 : Long Life, Happiness & Prosperity : Hun Ping Wong
- 2005 : L'Interprète : Luan
- 2005 : Mémoires d'une geisha : la tante
- 2006 : Casino Royale : Mme Wu
- 2007 : Year of the Fish : Mme Su
- 2013 : A Leading Man : Lu Mei-An
- 2014 : She Lights Up Well : la grand-mère
- 2016 : Insaisissables 2 : Bu Bu
- 2016 : She's Got a Plan : Mme Roberts
- 2016 : The Jade Pendant : Mme Pong
- 2021 : Shang-Chi et la Légende des Dix Anneaux : la grand-mère de Katy

### Télévision
- 1959 : Emergency-Ward 10 : Bun-Mee (2 épisodes)
- 1960 : International Detective : Suma Hau (1 épisode)
- 1961 : Les Accusés : Parma Gideon (1 épisode)
- 1963 : Man of the World : Souen (1 épisode)
- 1965 : Dixon of Dock Green : Anna Man Ning (1 épisode)
- 1994 : Chicago Hope : La Vie à tout prix : un membre du bureau (1 épisode)
- 1994 : Les Sœurs Reed : Rita Kwan (2 épisodes)
- 1994 : All-American Girl : Tante June (1 épisode)
- 1994 : Tandem de choc : Mme Lee (1 épisode)
- 1998 : Fantasy Island : Rita (1 épisode)
- 2001 : La Vie avant tout : Jin Jae (1 épisode)
- 2003 : Le Journal d'Ellen Rimbauer : Mme Lu
- 2005 : Avatar, le dernier maître de l'air : Tante Wu (2 épisodes)
- 2005-2007 : Grey's Anatomy : Helen Rubenstein (3 épisodes)
- 2006 : The Evidence : Les Preuves du crime : Joon Huang (1 épisode)
- 2006 : Wendy Wu : grand-mère Wu
- 2012 : Royal Pains : Mme Sesumi (1 épisode)
- 2013 : Nice Girls Crew : Lady Lee (3 épisodes)
- 2014 : Marvel : Les Agents du SHIELD : Lian May (1 épisode)